# بيلا كورتيز
بيلا كورتيز هي راقصة وممثلة كوبية، ولدت في 30 نوفمبر 1943.

## وصلات خارجية
- بيلا كورتيز على موقع IMDb (الإنجليزية)
- بيلا كورتيز على موقع قاعدة بيانات الفيلم (الإنجليزية)